# Happy Love Sick
Happy Love Sick – debiutancki solowy album Setha Binzera wydany w 2004 roku.

## Spis utworów
| Nr utworu | Nazwa                                             | Długość |
| --------- | ------------------------------------------------- | ------- |
| 1         | "Special"                                         | 3:05    |
| 2         | "Ez Cuz You're Beautiful"                         | 3:12    |
| 3         | "Slide Along Side"                                | 3:48    |
| 4         | "Turning Me On"                                   | 4:00    |
| 5         | "Lolita"                                          | 3:08    |
| 6         | "Magical"                                         | 3:36    |
| 7         | "Shorty Rock"                                     | 4:13    |
| 8         | "Starry Eyed Surprise" (featuring Paul Oakenfold) | 3:45    |
| 9         | "A Better Place"                                  | 4:12    |
| 10        | "When We Were Young"                              | 3:29    |
| 11        | "Take Away The Pain"                              | 4:23    |
| 12        | "All Along"                                       | 3:30    |

## Single z płyty
- "Slide Along Side"
- "Turning Me On"